# 천경사변

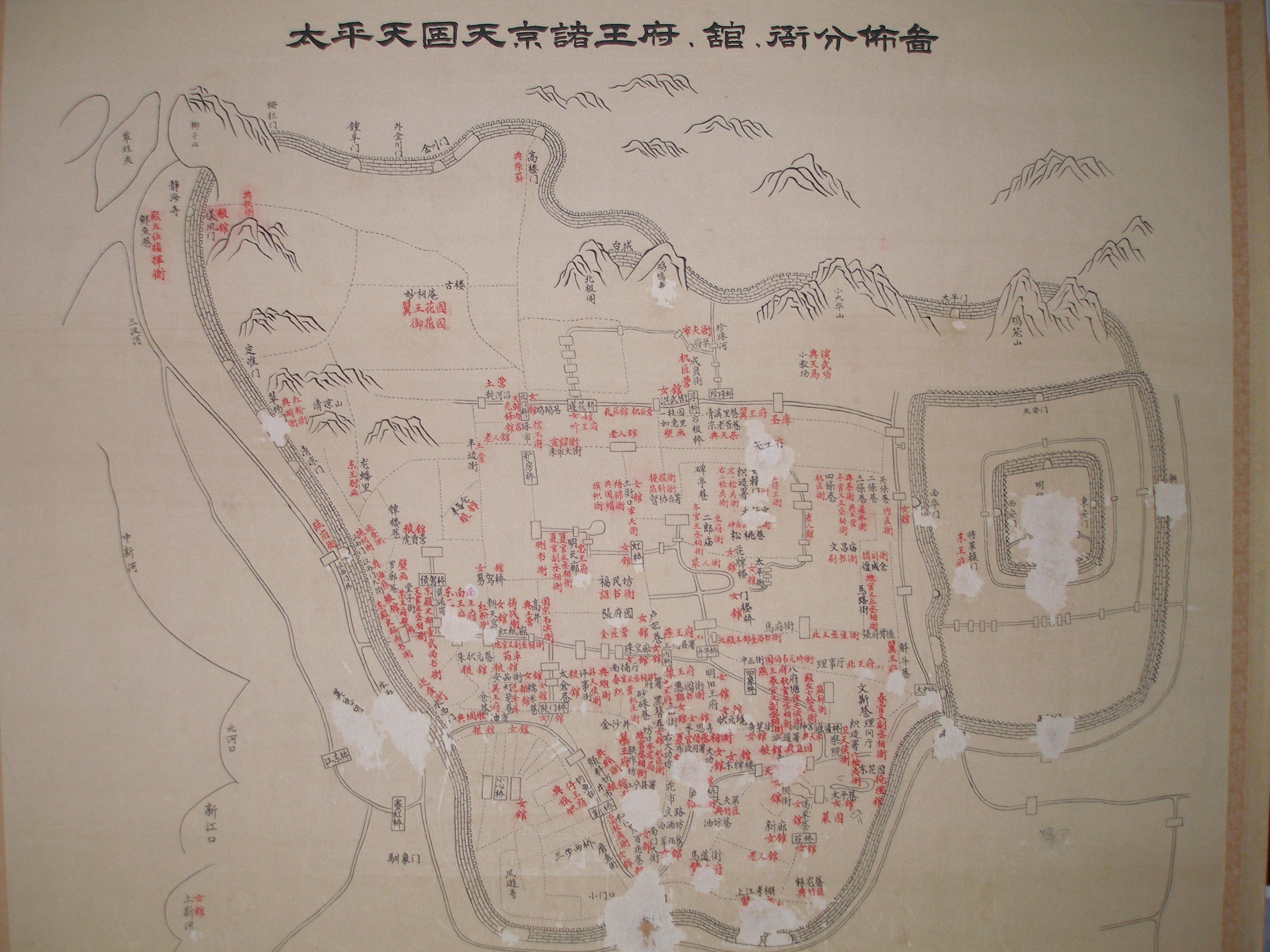
천경의 제(諸)왕부 및 관청의 분포도

천경사변(天京事變)은 1856년 태평천국의 수도 천경(남경)에서 발생한 태평천국 지도부의 내분이다. 천왕 홍수전의 친위 쿠데타로 동왕 양수청, 북왕 위창휘, 연왕 진일강이 목숨을 잃었고 그 외 2만여 명이 살해되었다. 태평천국 초기의 집단지도체제 붕괴를 상징하는 사건으로, 태평천국이 쇠망하는 전환점이 되었다.

## 배경
1851년, 홍수전은 천왕을 칭하면서 배상제회의 간부 5명에게 왕작을 분봉했다(동왕 양수청, 서왕 소조귀, 남왕 풍운산, 북왕 위창휘, 익왕 석달개). 그러나 남왕 풍운산과 서왕 소조귀가 전사하면서 일찍부터 균형이 흔들리기 시작했다. 그 중에서도 동왕 양수청이 야훼가 자신의 몸에 신내림을 한다는 ‘천부하범’의 신탁을 시전하며 실질적 권력을 장악했다. 양수청이 정군사(正軍師)로서 군권까지 손에 쥐자 국가원수인 천왕 홍수전은 허수아비에 지나지 않게 되었다. 양수청이 천부하범을 시전하면 홍수전은 양수청에게 엎드려 절하며 신탁에 따라야 했다.
남경을 천경으로 개칭한 뒤, 북왕 위창휘와 연왕 태일강, 익왕 석달개의 장인 황옥곤, 그리고 천왕 홍수전까지 양수청의 동왕부에 태형을 당하는 일이 생기면서 양수청과 다른 왕들의 갈등이 깊어졌다.

## 과정
1856년 6월 20일, 태평군은 청군의 강남대영을 격파하여 3년에 걸친 포위를 풀었다(제1차 강남대영 공략전). 정세가 호전되자 양수청은 "천부하범"을 시전, 홍수전을 동왕부로 호출했다. 양수청은 야훼의 목소리를 빙자해 “너와 양은 모두 나의 아이이며, 양은 공적이 큰데 어째서 구천세에 머무르냐?”라고 물었다. 당시 중국에서 만세는 천자에게만 허용되었기에 태평천국 역시 천왕 홍수전에게만 만세를 부르고 동왕 양수청은 구천세, 이하 제왕들은 서열에 따라 팔천세, 칠천세를 부르고 있었다. 신탁을 받든 홍수전은 양수청도 자신과 같이 만세를 칭하게 하겠다고 대답할 수밖에 없었다.
양수청의 부하이며 양수청에게 원한을 품은 진승용이라는 자가 홍수전에게 “양수청이 찬탈의 뜻을 품고 있다”고 상소했다. 홍수전은 이에 전선에 나가있던 북왕 위창휘와 익왕 석달개, 연왕 진일강에게 양수청을 토벌하도록 밀지를 내렸다. 9월 1일, 위창휘는 3천 군사를 이끌고 천경으로 귀환했고, 성 밖에서 태일강과 회담했다. 진승용이 성문을 열자 북왕군이 단번에 동왕부를 들이닥쳐 양수청을 살해하고 양수청의 일족, 동왕부 부하 2만 명을 살해했다. 홍수전은 양수청이 하늘로 올라갔다면서 양수청의 제삿날을 “동왕승천절”로 지정했다.
9월 26일, 천경에 귀환한 석달개가 위창휘의 잔혹함을 비난하자 위창휘는 익왕부에도 들이닥쳐 석달개를 죽이려 했다. 그 결과 석달개의 일족과 당여들이 살해되었지만 석달개는 탈출했다. 석달개는 안경에서 거병하여 홍수전에게 위창휘의 처벌을 요구했다. 천경성 밖의 병사들은 대부분 석달개를 지지했고, 11월 2일 위창휘도 살해되었다. 뒤이어 태일강과 진승용도 주살되어 천경사변은 일단락되었다.

## 영향
위창휘가 죽은 뒤 석달개가 집정을 시작했지만, 홍수전은 자기 일족을 중용하여 석달개의 집정을 훼방했다. 견디다 못한 석달개는 1857년 천경을 이탈, 사천성으로 가 버렸다. 군사적 재능이 있는 석달개가 대군을 이끌고 이탈하자 태평천국의 사정은 더욱 어려워졌다.